# Szlovákia az 1998. évi téli olimpiai játékokon
Szlovákia a japán Naganóban megrendezett 1998. évi téli olimpiai játékok egyik részt vevő nemzete volt. Az országot az olimpián 7 sportágban 37 sportoló képviselte, akik érmet nem szereztek.

## Biatlon
Férfi
| Versenyző         | Versenyszám  | Lövőhiba    | Időeredmény | Helyezés |
| ----------------- | ------------ | ----------- | ----------- | -------- |
| Ľubomír Machyniak | 10 km sprint | 1 (1+0)     | 30:30,3     | 41.      |
| Ľubomír Machyniak | 20 km egyéni | 4 (1+0+1+2) | 1:01:43,7   | 38.      |

Női
| Versenyző                                                                                  | Versenyszám      | Lövőhiba    | Időeredmény | Helyezés |
| ------------------------------------------------------------------------------------------ | ---------------- | ----------- | ----------- | -------- |
| Martina Jašicová-Schwarzbacherová-Halinárová                                               | 7,5 km sprint    | 1 (1+0)     | 23:54,5     | 7.       |
| Martina Jašicová-Schwarzbacherová-Halinárová                                               | 15 km egyéni     | 5 (2+1+2+0) | 1:01:56,5   | 46.      |
| Soňa Mihoková                                                                              | 7,5 km sprint    | 1 (0+1)     | 23:42,3     | 4.       |
| Soňa Mihoková                                                                              | 15 km egyéni     | 3 (1+1+0+1) | 59:20,8     | 26.      |
| Anna Murínová                                                                              | 7,5 km sprint    | 0 (0+0)     | 23:56,7     | 9.       |
| Anna Murínová                                                                              | 15 km egyéni     | 2 (0+1+1+0) | 1:02:06,7   | 48.      |
| Martina Jašicová-Schwarzbacherová-Halinárová Anna Murínová Tatiana Kutlíková Soňa Mihoková | 4 × 7,5 km váltó | 2+9         | 1:41:20,6   | 4.       |

## Jégkorong

### Férfi
| 1  | Igor Murín         | K |
| 2  | Pavol Rybár        | K |
| 30 | Miroslav Šimonovič | K |
| 5  | Miroslav Mosnár    | V |
| 6  | Ľubomír Višňovský  | V |
| 7  | Ľubomír Sekeráš    | V |
| 8  | Stanislav Jasečko  | V |
| 27 | Ján Varholík       | V |
| 33 | Ivan Droppa        | V |
| 44 | Róbert Švehla      | V |
| 9  | Vlastimil Plavucha | T |
| 10 | Oto Haščák         | T |
| 12 | Peter Bondra       | T |
| 13 | Roman Stantien     | T |
| 15 | Peter Pucher       | T |
| 19 | Róbert Petrovický  | T |
| 20 | Zdeněk Cíger       | T |
| 21 | Branislav Jánoš    | T |
| 22 | Roman Kontšek      | T |
| 24 | Ján Pardavý        | T |
| 28 | Ľubomír Kolník     | T |
| 29 | Jozef Daňo         | T |
| 35 | Karol Rusznyák     | T |

- Posztok rövidítései: K – Kapus, V – Védő, T – Támadó

#### Eredmények
Selejtező
A csoport
| Csapat      | M | Gy | D | V | G+ | G– | Gk | P |
| ----------- | - | -- | - | - | -- | -- | -- | - |
| Kazahsztán  | 3 | 2  | 1 | 0 | 14 | 11 | +3 | 5 |
| Szlovákia   | 3 | 1  | 1 | 1 | 9  | 9  | 0  | 3 |
| Olaszország | 3 | 1  | 0 | 2 | 11 | 11 | 0  | 2 |
| Ausztria    | 3 | 0  | 2 | 1 | 9  | 12 | –3 | 2 |

| 1998. február 7. | Ausztria (AUT) | 2 – 2 (1–0, 1–2, 0–0) | Szlovákia | The Big Hat/ Aqua Wing Arena, Nagano Nézőszám: 4315 |

|  |  |  |  |  |
|  |  |  |  |  |
|  |  |  |  |  |
|  |  |  |  |  |

| 1998. február 8. | Szlovákia (SVK) | 4 – 3 (1–2, 3–1, 0–0) | Olaszország | The Big Hat/ Aqua Wing Arena, Nagano Nézőszám: 8620 |

|  |  |  |  |  |
|  |  |  |  |  |
|  |  |  |  |  |
|  |  |  |  |  |

| 1998. február 10. | Szlovákia (SVK) | 3 – 4 (1–1, 1–0, 1–3) | Kazahsztán | The Big Hat/ Aqua Wing Arena, Nagano Nézőszám: 3659 |

|  |  |  |  |  |
|  |  |  |  |  |
|  |  |  |  |  |
|  |  |  |  |  |

A 9. helyért
| 1998. február 12. | Németország (GER) | 4 – 2 (0–1, 1–1, 3–0) | Szlovákia | The Big Hat/ Aqua Wing Arena, Nagano Nézőszám: 8670 |

|  |  |  |  |  |
|  |  |  |  |  |
|  |  |  |  |  |
|  |  |  |  |  |

| Csapat    | Helyezés |
| --------- | -------- |
| Szlovákia | 10.      |

## Műkorcsolya
| Versenyző      | Versenyszám  | Rövid program     | Rövid program | Rövid program | Kűr               | Kűr     | Kűr         | Összesítés         | Összesítés |
| Versenyző      | Versenyszám  | Több. hely. száma | Hely.         | Hely. pont.   | Több. hely. száma | Hely.   | Hely. pont. | Helyezési pontszám | Helyezés   |
| -------------- | ------------ | ----------------- | ------------- | ------------- | ----------------- | ------- | ----------- | ------------------ | ---------- |
| Róbert Kažimír | Férfi egyéni | 6×25+             | 26.           | 13,0          | kiesett           | kiesett | kiesett     | kiesett            | kiesett    |

## Sífutás
Férfi
| Versenyző                                                   | Versenyszám         | Eredmény      | Helyezés      |
| ----------------------------------------------------------- | ------------------- | ------------- | ------------- |
| Martin Bajčičák                                             | 10 km               | 31:29,0       | 67.           |
| Martin Bajčičák                                             | 15 km üldözőverseny | 44:54,6       | 38.           |
| Martin Bajčičák                                             | 30 km               | 1:40:52,5     | 28.           |
| Martin Bajčičák                                             | 50 km               | nem ért célba | nem ért célba |
| Bátory Iván                                                 | 10 km               | 31:07,6       | 60.*          |
| Bátory Iván                                                 | 15 km üldözőverseny | 44:18,2       | 33.           |
| Bátory Iván                                                 | 30 km               | 1:40:47,8     | 26.           |
| Bátory Iván                                                 | 50 km               | 2:13:54,5     | 19.           |
| Ivan Hudač                                                  | 10 km               | 33:41,9       | 85.           |
| Ivan Hudač                                                  | 15 km üldözőverseny | 50:14,7       | 64.           |
| Ivan Hudač                                                  | 30 km               | 1:50:11,6     | 59.           |
| Ivan Hudač                                                  | 50 km               | nem ért célba | nem ért célba |
| Stanislav Ježík                                             | 10 km               | 31:11,2       | 64.           |
| Stanislav Ježík                                             | 15 km üldözőverseny | 48:30,3       | 57.           |
| Stanislav Ježík                                             | 30 km               | 1:44:01,0     | 46.           |
| Bátory Iván Martin Bajčičák Andrej Pátricka Stanislav Ježík | 4 × 10 km váltó     | 1:44:31,6     | 11.           |

* - egy másik versenyzővel azonos eredményt ért el
Női
| Versenyző            | Versenyszám         | Eredmény  | Helyezés |
| -------------------- | ------------------- | --------- | -------- |
| Jaroslava Bukvajová  | 5 km                | 18:39,7   | 16.      |
| Jaroslava Bukvajová  | 10 km üldözőverseny | 30:34,5   | 18.      |
| Jaroslava Bukvajová  | 15 km               | 49:02,0   | 10.      |
| Jaroslava Bukvajová  | 30 km               | 1:28:21,0 | 15.      |
| Alžbeta Havrančíková | 5 km                | 19:48,5   | 58.      |
| Alžbeta Havrančíková | 10 km üldözőverseny | 32:21,3   | 40.      |
| Alžbeta Havrančíková | 30 km               | 1:30:38,6 | 25.      |

## Síugrás
| Versenyző    | Versenyszám | 1. ugrás | 1. ugrás | 2. ugrás | 2. ugrás | Összesítés | Összesítés |
| Versenyző    | Versenyszám | Pont     | Hely.    | Pont     | Hely.    | Pont       | Helyezés   |
| ------------ | ----------- | -------- | -------- | -------- | -------- | ---------- | ---------- |
| Martin Mesík | Normálsánc  | 61,0     | 60.      | kiesett  | kiesett  | kiesett    | kiesett    |
| Martin Mesík | Nagysánc    | 101,6    | 26.      | 96,4     | 26.      | 198,0      | 26.        |

## Snowboard
Giant slalom
| Versenyző   | Versenyszám | 1. futam      | 1. futam      | 2. futam | 2. futam | Összesítés | Összesítés |
| Versenyző   | Versenyszám | Idő           | Hely.         | Idő      | Hely.    | Idő        | Helyezés   |
| ----------- | ----------- | ------------- | ------------- | -------- | -------- | ---------- | ---------- |
| Jana Šedová | Női         | nem ért célba | nem ért célba | kiesett  | kiesett  | kiesett    | kiesett    |

## Szánkó
| Versenyző         | Versenyszám | 1. futam | 1. futam | 2. futam | 2. futam | 3. futam | 3. futam | 4. futam | 4. futam | Összesítés | Összesítés |
| Versenyző         | Versenyszám | Idő      | Hely.    | Idő      | Hely.    | Idő      | Hely.    | Idő      | Hely.    | Idő        | Helyezés   |
| ----------------- | ----------- | -------- | -------- | -------- | -------- | -------- | -------- | -------- | -------- | ---------- | ---------- |
| Mária Jasenčáková | Női egyes   | 52,006   | 12.      | 52,336   | 20.      | 51,721   | 17.      | 51,302   | 14.      | 3:27,365   | 15.        |